# Albert Young (Dichter)
Albert Young (auf Chinesisch 杨冈 Yang Gang, Pseudonym 青峰 Qing Feng; * 30. Juli 1962 in Taiwan) ist ein französischer Schriftsteller und Dichter, der in der Schweiz lebt.

## Leben und Werk
Albert Young ist ein Schriftsteller und Dichter, der auf Englisch, Französisch und Chinesisch schreibt und für seine chinesischen Veröffentlichungen das Pseudonym Qing Feng verwendet. Er wurde am 30. Juli 1962 in Taiwan geboren und absolvierte die Ecole Centrale de Lyon (Frankreich) und die Cornell University (USA). Er war bei einem  Ölunternehmen in Frankreich, der Karibik und Asien tätig, bevor er 2008 leitender Angestellter eines Industriekonzerns in der Schweiz wurde. Albert Young ist der ältere Sohn von  Maurus Young (auf Chinesisch 杨允达 Yang Yunda), der Präsident des Weltkongresses der Dichter (World Congress of Poets) ist. Albert Young ist derzeit stellvertretender Generalsekretär der Association of Chinese language writers in Europe.
Albert Young beschäftigt sich seit seiner  Kindheit mit Literatur. Während seiner Studienzeit in Taiwan und dann in Frankreich begann er mit dem Schreiben. Sein Gedicht La Liberté, das in der Mittelschule geschrieben wurde, wurde mit dem Preis für das beste Gedicht für junge Dichter von der Stadt Paris ausgezeichnet. Im Gymnasium wurde er vom  Lycée Louis-le-Grand in Frankreich ausgewählt, um die Schule in einem nationalen Schreibwettbewerb zu vertreten. Er schreibt auf Englisch, Französisch und Chinesisch und versucht, die tiefsten Gefühle einfach, aber berührend auszudrücken.

## Auszeichnungen
- 61. Literatur- und Kunstmedaille des Taiwanesischen Vereins[3]
- Literaturpreis der Stadt New Taipei, 2020[4]

## Werke (Auswahl)
- 《瞬間》臺灣臺北文史哲出版社 	2016年4月 ISBN 9789863143727[5]

"Moments", veröffentlicht in Taipeh, Taiwan, The Liberal Arts Press, April 2016
- 《感動》臺灣臺北文史哲出版社  	2017年5月 ISBN 9789863143666[6]

"Emotions", veröffentlicht in Taipeh, Taiwan, The Liberal Arts Press, Mai 2017
- 《觀Comtemplation》 臺灣臺北文史哲出版社  	2018年10月 ISBN 9789863144397[7]

„Contemplation“, veröffentlicht in Taipeh, Taiwan, The Liberal Arts Press, Oktober 2018
（中、英、法 3 語原創個人詩集）